# Spider Solitaire
Spider Solitare e компютърна игра на карти, включена в Microsoft Windows. За първи път е излязла заедно с Microsoft Plus! за Windows 98.

## Геймплей
Целта на играта е да се подредят всички карти в ред: Поп, Дама, Вале, 10, 9, 8, 7, 6, 5, 4, 3, 2, Асо. Има три нива на трудност: За начинаещи (един цвят); за напреднали (два цвята); за много напреднали (четири цвята). Играчът влачи карта до исканото място, след което я пуска. Ако имате нужда от помощ при версия, по-стара от тази на Windows Vista, щракнете върху полето, където се отбелязват точките и броят ходове, при Windows Vista и следващи версии това става с клавиша H на клавиатурата. При изпълняване на показаните действия, местата с възможните ходове се маркират. При използване на помощ обаче се губят точки. Когато вече няма възможни ходове в играта, ходът може да се върне или да се спре играта. Windows прави статистика, която може да се види от File>Statistics. В Windows 7 могат да се сложат точките на играча в Games Explorer като се щракне върху играта и след това се избере полето за статистика в панела на предварителния преглед.

## Характеристики
Spider Solitare позволява ходовете да се връщат назад, с изключение когато е раздадена нова редица карти. Всички други ходове в играта може да бъдат върнати до хода, който не може да се върне. В такъв случай добра стратегия е да се разкрият колкото се може повече карти с лице надолу, преди да се направи ход, който не може да бъде върнат. Версията в Windows Vista позволява на играчите да върнат ход, представляващ раздаване на нова редица, като играта е ъпдейтната с интерфейс с висока резолюция, а също и нови анимации и звукови ефекти. Windows Vista позволява на потребителя да избира фон и тип лица на карти или може да сложи тяхното избиране да е случайно. В Windows Vista има и свойство, което се състои в предупреждаването на играча, когато няма ходове.
|  | Тази страница частично или изцяло представлява превод на страницата Spider Solitare в Уикипедия на английски. Оригиналният текст, както и този превод, са защитени от Лиценза „Криейтив Комънс – Признание – Споделяне на споделеното“, а за съдържание, създадено преди юни 2009 година – от Лиценза за свободна документация на ГНУ. Прегледайте историята на редакциите на оригиналната страница, както и на преводната страница, за да видите списъка на съавторите. ВАЖНО: Този шаблон се отнася единствено до авторските права върху съдържанието на статията. Добавянето му не отменя изискването да се посочват конкретни източници на твърденията, които да бъдат благонадеждни. |